# Deion Branch
Anthony Deion Branch, Jr. (18 de julho de 1979, Albany, Geórgia) é um ex-jogador profissional de futebol americano estadunidense que foi campeão das temporadas de 2003 e 2004 da National Football League jogando pelo New England Patriots.